# Misplaced Childhood
Misplaced Childhood is een album van Marillion uit 1985. Het was tevens het meest succesvolle album van deze band.
Fish, echte naam Derek William Dick, was destijds  de zanger van Marillion.
Het is een conceptalbum en alle nummers lopen in elkaar over. Het gaat vooral over een persoon die terugverlangt naar de kindertijd, toen het leven eenvoudig en leuk leek te zijn. 
Het nummer "Kayleigh" werd een enorme hit en keert net als het album regelmatig in hitlijsten terug, zoals de Top 100 aller tijden, de Top 2000 van NPO Radio 2 en andere bekende lijsten. 
Marillion speelde al nummers van het album live voordat het album uitkwam. Deze nummers waren vaak conceptversies van de uiteindelijk op album opgenomen versies. Sommige nummers van "Misplaced Childhood" bestaan uit meerdere passages.
De hoes is getekend door Mark Wilkinson. Elementen van de hoes verwijzen naar teksten van het album. Op de hoes staan ook tekeningen van voorgaande albums. Het meest opvallende van de hoes is het jongetje in een uniform met een ekster op zijn arm.

## De Tracks
- 01 Pseudo Silk Komono
- 02 Kayleigh
- 03 Lavender
- 04 Bitter Suite, I: Brief Encounter, II: Lost Weekend, III: Blue Angel, IV: Misplaced Rendezvous, V: Windswept Thumb
- 05 Heart of Lothian, I: Wide Boy, II: Curtain Call
- 06 Waterhole (Expresso Bongo)
- 07 Lords of the Backstage
- 08 Blind Curve, I: Vocal Under A Bloodlight, II: Passing Strangers, III: Mylo, IV: Perimeter Walk, V: Threshold
- 09 Childhoods End?
- 10 White Feather

## De band ten tijde van Misplaced Childhood
- zanger: Fish (Derek W. Dick)
- toetsenist: Mark Kelly
- gitarist: Steve Rothery
- drummer: Ian Mosley
- basgitarist: Pete Trewavas